# Hnilecká jelšina
Hnilecká jelšina je národní přírodní rezervace v oblasti Slovenský raj.
Nachází se v katastrálním území obcí Dobšiná, Stratená, Telgárt a Vernár v okrese Brezno, okrese Poprad, okrese Rožňava v Banskobystrickém kraji, Košickém kraji, Prešovském kraji. Území bylo vyhlášeno či novelizováno v roce 1988 na rozloze 84,5900 ha. Ochranné pásmo nebylo stanoveno.